# Pachythyone lugubris
Pachythyone lugubris is een zeekomkommer uit de familie Sclerodactylidae.
De wetenschappelijke naam van de soort werd in 1939 gepubliceerd door Elisabeth Deichmann.